# 閩南語版ウィキペディア
閩南語版ウィキペディア（びんなんごばんウィキペディア、閩南語:閩南語維基百科）は、多言語でのオンライン百科事典プロジェクト「ウィキペディア」の閩南語版である。2004年5月に設立された。2016年6月17日の時点で、記事数は150,430項目で、全ての言語のウィキペディアの中では43番目に記事数が多い。
閩南語は福建省南部や台湾などで話されている言語（中国語の方言）で、台湾で話されているものについては台湾語とも呼ばれる。閩南語版ウィキペディアは、中国語の方言のWikipediaの中で、広東語版ウィキペディアに次いで2番目に大きい。台湾語の白話字（ラテン文字表記）で書かれているのが特徴である。